# Kyatos
Kyatos, kyathos (stgr. κύαθος kúathos, l.mn. kyathoi) – rodzaj starożytnego greckiego naczynia ceramicznego używanego jako chochla lub czerpak.

## Charakterystyka
Kyatosy przypominały formą współczesną filiżankę. Były jednak od filiżanek większe. Miseczka naczynia była wysoka, okrągła i lekko zwężająca się ku dołowi. Kyatos zaopatrzony był w pojedynczy, płaski, długi, zapętlony uchwyt. Służył do czerpania. Najwcześniejsze znane egzemplarze powstały około roku 530 p.n.e. w warsztacie garncarza Nikostenesa na wzór podobnych etruskich z bucchero nero lub być może z oryginałów z brązu, jak zdaje się sugerować forma uchwytu, zdecydowanie niepasująca do wykonywanych w terakocie. Naczynia te wykonane techniką czarnofigurową występowały jeszcze w 1. poł. V w. p.n.e.
Kyatos stanowił też antyczną miarę pojemności produktów sypkich.

## Galeria

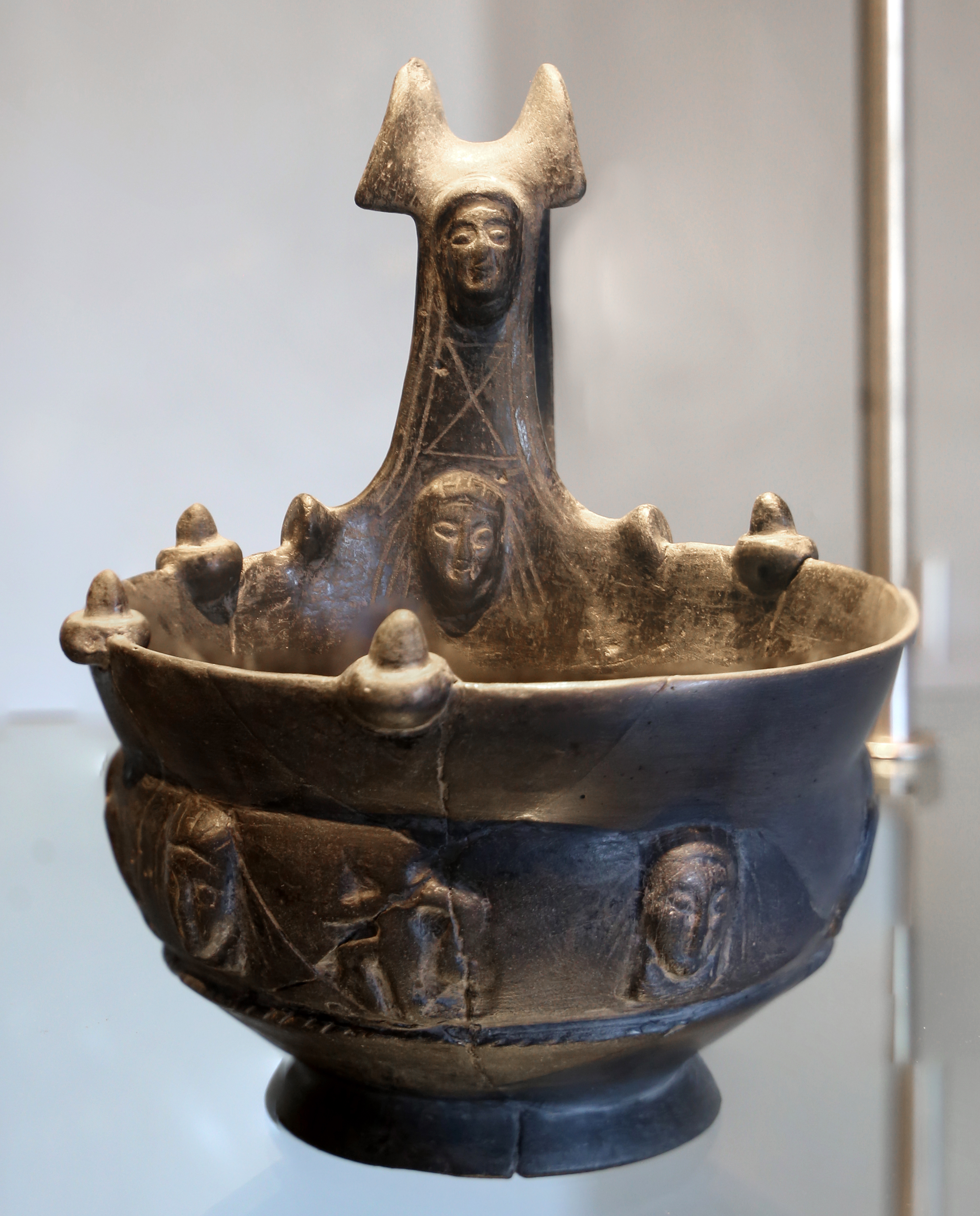
Kyatos etruski, bucchero nero, Poggio Buco, 575–550 p.n.e. (Miejskie Muzeum Archeologiczne w Pitigliano)
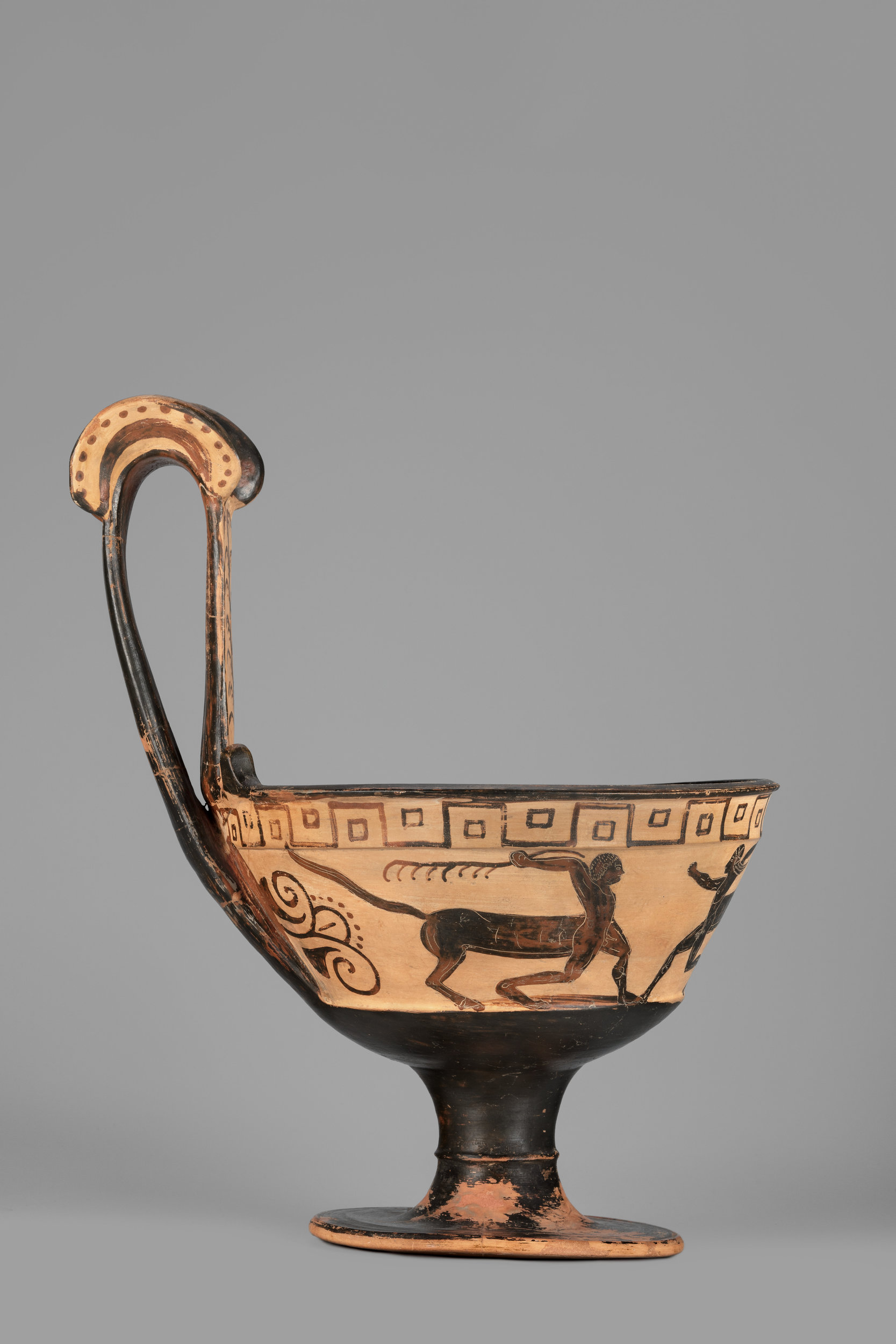
Czarnofigurowy kyatos etruski, ok. 500 p.n.e. (Muzeum Narodowe w Warszawie)
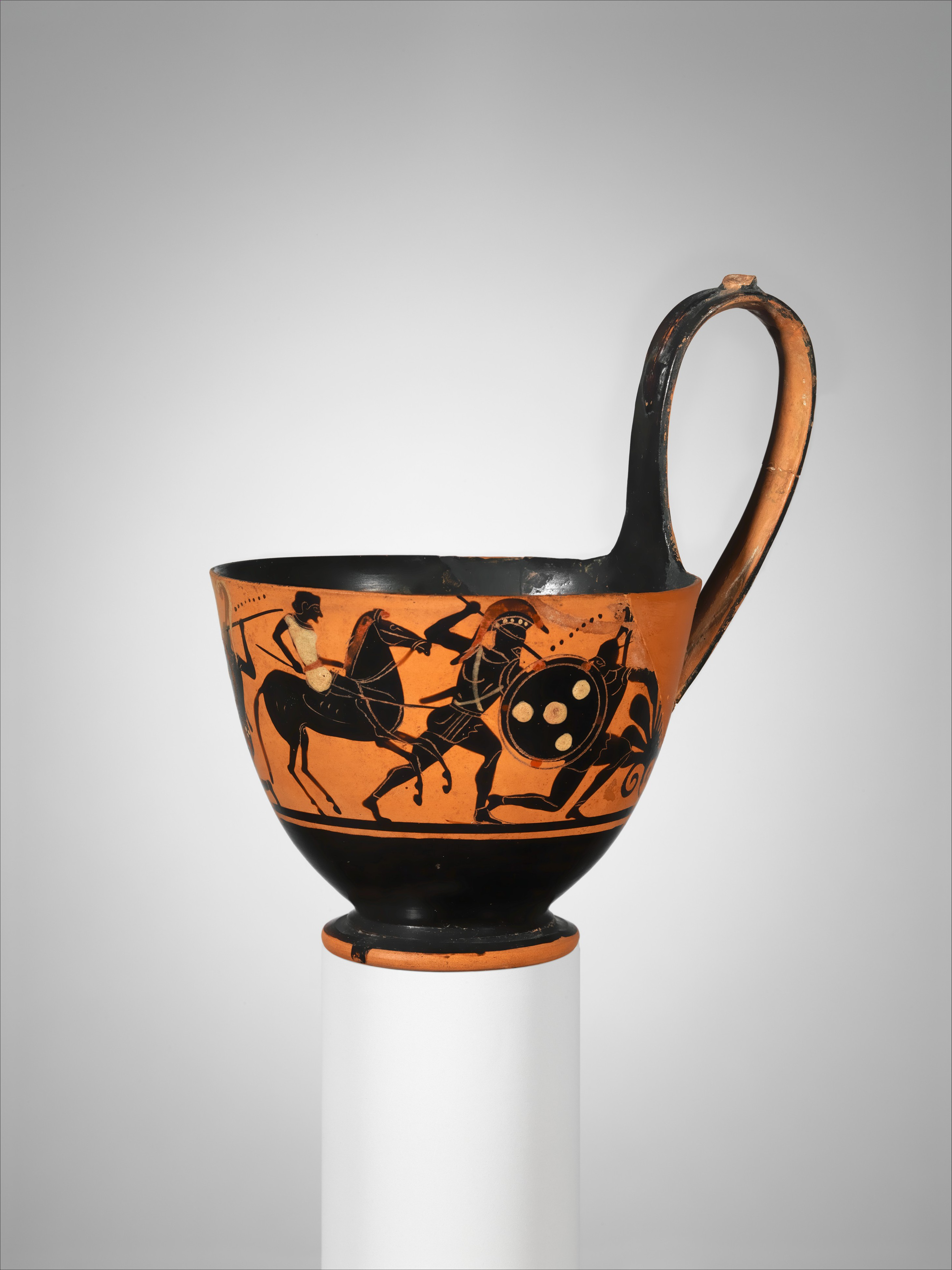
Czarnofigurowy kyatos attycki, ok. 530–500 p.n.e. (Metropolitan Museum of Art)
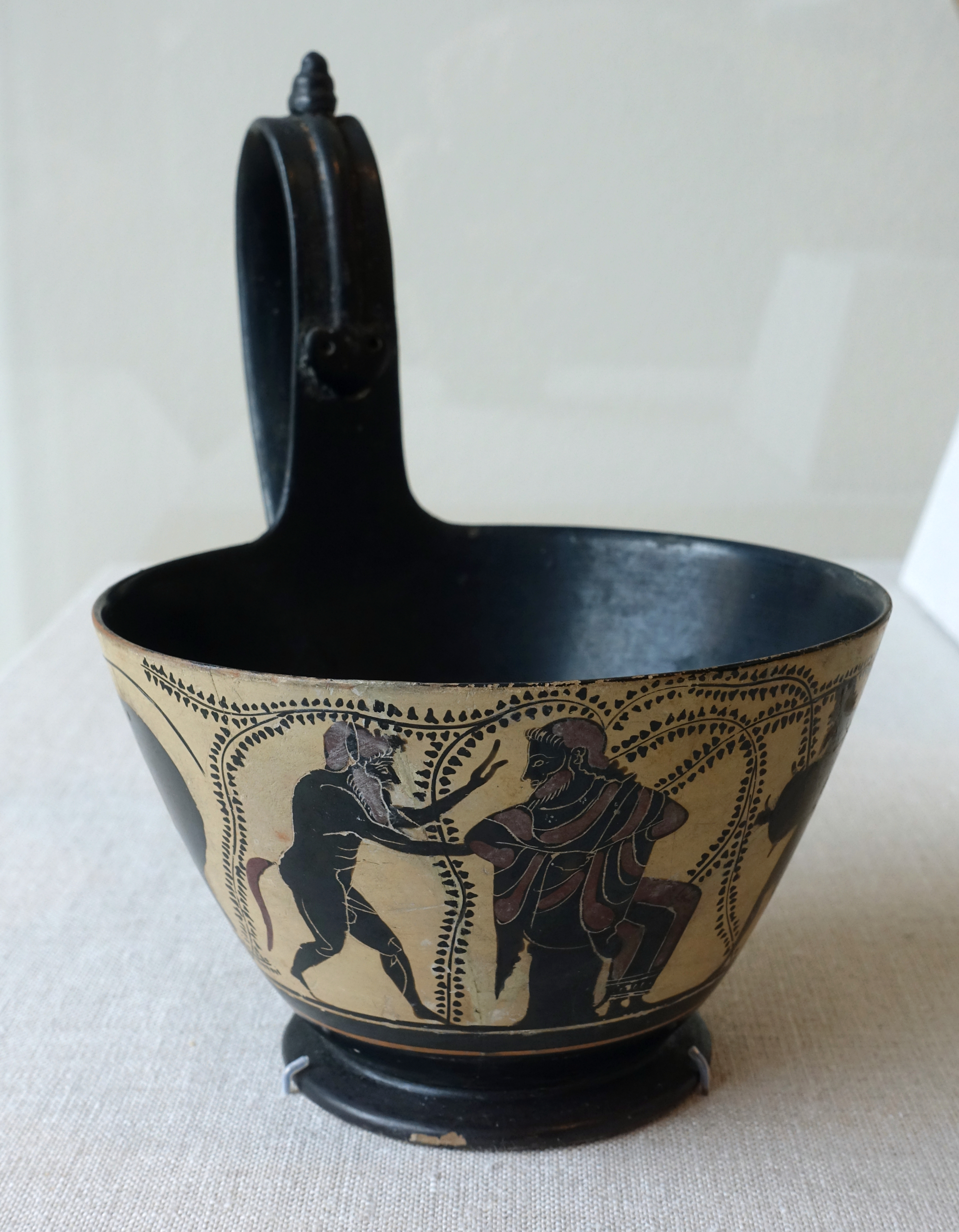
Czarnofigurowy kyatos attycki, 510–485 p.n.e. (Blanton Museum of Art)